# ساندرا شميلير
ساندرا شميلير (بالإنجليزية: Sandra Schmirler)‏‏ (11 يونيو 1963 في بيغار - 2 مارس 2000 في ريجاينا) لاعبة الكرلنغ من كندا.

## التعليم
تعلمت ساندرا شميلير في:
- جامعة ساسكاتشوان

## روابط خارجية
- ساندرا شميلير على موقع الاتحاد الدولي للكرلنغ (الإنجليزية)
- ساندرا شميلير على موقع اللجنة الأولمبية الدولية (الإنجليزية)
- ساندرا شميلير على موقع أوليمبيديا (الإنجليزية)
- ساندرا شميلير على موقع اللجنة الأولمبية الكندية (الإنجليزية)
- ساندرا شميلير على موقع قاعة كندا للمشاهير الرياضية (الإنجليزية)